# Sodnik
Sodnik je državni funkcionar, po izobrazbi univerzitetni diplomirani pravnik ali magister prava po bolonjskem študijskem sistemu s pravniškim državnim izpitom in ostalimi zakonskimi pogoji za opravljanje sodne funkcije na sodiščih. Sodnike v sodno funkcijo voli Državni zbor Republike Slovenije. Pri sojenju nastopajo kot neodvisna veja oblasti, vezani so na ustavo in zakone.

## Vrste sodnikov
- okrajni sodnik
- okrožni sodnik
- preiskovalni sodnik
- višji sodnik
- vrhovni sodnik
- ustavni sodnik
- vojaški sodnik
- športni sodnik
- krajevni sodnik